# 格拉斯米爾湖
格拉斯米爾湖（英語：Grasmere Lake）是位於英國坎布里亞郡湖區國家公園內的一個湖泊，也是湖區內面積較小的湖泊之一，湖泊的名稱來自於湖岸的格拉斯米爾村。湖長1680碼（1540米），寬700碼（640米），面積0.24平方英里（0.62平方公里）。最大水深為70英尺（21米）。湖中央有一座小島。